# Atrosalarias
Atrosalarias is een geslacht van straalvinnige vissen uit de familie van naakte slijmvissen (Blenniidae).

## Soorten
- Atrosalarias hosokawai Suzuki & Senou, 1999
- Atrosalarias fuscus (Rüppell, 1838)
- Atrosalarias holomelas (Günther, 1872)